# Цитрат серебра
Цитрат серебра — химическое соединение,
соль серебра и лимонной кислоты
с формулой Ag3C6H5O7,
бесцветные кристаллы,
не растворяется в воде,
образует кристаллогидрат.

## Получение
- Обменная реакция растворимых солей: цитрата щелочного металла и нитрата серебра:

{\displaystyle {\mathsf {3AgNO_{3}+Na_{3}C_{6}H_{5}O_{7}\ {\xrightarrow {}}\ Ag_{3}C_{6}H_{5}O_{7}\downarrow +3NaNO_{3}}}}

## Физические свойства
Цитрат серебра образует бесцветные кристаллы.
Не растворяется в воде,
растворяется в растворах аммиака, цианистого калия, тиосульфата натрия, лимонной кислоты.
Образует кристаллогидраты переменного состава Ag3C6H5O7•х H2O.

## Применение
- Растворимый комплекс с лимонной кислотой используется как антимикробное средство [1].